# Раданово
Раданово (болг. Раданово) — село в Болгарии. Находится в Великотырновской области, входит в общину Полски-Трымбеш. Население составляет 1746 человек (2022).

## Политическая ситуация
В местном кметстве Раданово, в состав которого входит Раданово, должность кмета (старосты) исполняет Георги Димитров Стамов (ГЕРБ) по результатам выборов правления кметства.
Кмет (мэр) общины Полски-Трымбеш — Георги Александров Чакыров (независимый) по результатам выборов в правление общины.